# 上村幸治
上村 幸治（かみむら こうじ、1958年2月21日 - 2013年1月1日）は、日本の政治学者、元ジャーナリスト。獨協大学国際教養学部言語文化学科教授、元毎日新聞中国総局長。

## 来歴
1958年、鹿児島県生まれ。京都府育ち。1980年3月、大阪外国語大学中国語学科卒業後、同年4月毎日新聞社に入社。
社会部畑として、1984年、グリコ・森永事件を現場で取材。
1987年、外信部として香港支局に異動し、1991年10月迄着任。香港支局時代は、1989年6月4日の第二次天安門事件を現場で取材。
1994年、北京支局に異動し、1998年迄着任。1999年、ニューヨーク特派員を経て、ニューヨーク支局長へ昇進。支局長時代は2001年9月11日のアメリカ同時多発テロ事件を現場で取材。2003年、人事にて中国総局長へ着任。
2005年、早期に毎日新聞社退社し、獨協大学へ移籍。外国語学部言語文化学科専任講師として、専攻は、現代中国論、中国語、国際関係論を担当。2006年、同大学外国語学部言語文化学科教授、2007年、同大学国際教養学部言語文化学科教授を担当。同年『周恩来秘録』（上・下巻）が第19回 アジア・太平洋賞の大賞を受賞。
2011年頃から、筋萎縮性側索硬化症(ALS)を患い、2013年1月1日、神奈川県秦野市の病院で死去。享年54。

## 人物
毎日新聞記者時代の上司に、同じ番組に出演していたジャーナリストの重村智計がいた。
中華人民共和国との繋がりから中華民国（台湾）、北朝鮮、韓国情勢を論評することがある。中国共産党に対しては批判的だが、現代中国文化への愛情は強い。特に中国の若者たちのネット上での活動に興味を示した。

## 著書

### 単著
- 『香港狂騒曲』（岩波書店, 1994年）
- 『台湾 アジアの夢の物語』（新潮社, 1994年）
- 『香港を極める』（朝日文庫, 1997年）
- 『中国路地裏物語―市場経済の光と影』（岩波新書, 1999年）
- 『中国 権力核心』（文藝春秋, 2000年）
- 『中国のいまがわかる本』（岩波ジュニア新書, 2006年）

### 共著
- 垂水健一・王小燕『アジアカップ・サッカー騒ぎはなぜ起きたのか―その真相・背景・今後を考える』（日本僑報社, 2004年）
- 朱建栄『チャイナシンドローム―日中関係の全面的検証』（駿河台出版社, 2006年）

### 訳書
- 高文謙『周恩来秘録』（上・下、文藝春秋, 2007年／文春文庫, 2010年）

## 出演番組

### テレビ
- ムーブ!（朝日放送）（不定期）
- 報道ワイド日本（日本文化チャンネル桜）（不定期）